# Индустрия (Оренбургская область)
Индустрия — посёлок в Кувандыкском городском округе Оренбургской области.

## География
Находится на левом берегу Сакмары на расстоянии примерно 26 километров по прямой на запад от окружного центра города Кувандык.

## Климат
Климат умеренно континентальный. Времена года выражены чётко. Среднегодовая температура по району изменяется от +4,0 °C до +4,8 °C. Самый холодный месяц года — январь, среднемесячная температура около −20,5…−35 °C. Атмосферных осадков за год выпадает от 300 до 450—550 мм, причём большая часть приходится на весенне-летний период (около 70 %). Снежный покров довольно устойчив, продолжительность его, в среднем, 150 дней.

## История
Посёлок образовался в 1942 году, назван по совхозу «Индустрия», который эвакуировался с Украины. До этого здесь были пункт «Заготскота» и несколько домов, относившихся к селу Мухамедьярово. В списках 1960 года упоминался как Центральная усадьба совхоза «Индустрия». До 2016 года входил в Мухамедьяровский сельсовет Кувандыкского района, после реорганизации этих муниципальных образований в составе Кувандыкского городского округа.

## Население
Постоянное население в 2002 году составляло 260 человек (татары — 79 %), 296 в 2010 году.